# Uitvaart-Platform.nl
Uitvaart-Platform.nl is een Nederlands online platform en nieuwsmedium, opgericht in 2020 en gevestigd in De Lutte. Het richt zich op het verstrekken van informatie en nieuws over de uitvaartbranche in Nederland.

## Geschiedenis
Uitvaart-Platform.nl werd opgericht in 2020 door Jeroen en Amisha Mannak-Soeratram. Het platform richtte zich vanaf de oprichting op het toegankelijk maken van informatie en verhalen over de uitvaartwereld voor een breed publiek.

## Activiteiten en focus
Het platform publiceert artikelen over trends in de uitvaartsector, persoonlijke verhalen en interviews met professionals. Daarbij is er aandacht voor diverse aspecten van afscheid nemen, inclusief alternatieve vormen buiten traditionele kaders. Uitvaart-Platform.nl publiceert regelmatig nieuwsartikelen, achtergrondverhalen en interviews over ontwikkelingen binnen de uitvaartsector. De inhoud richt zich op zowel professionals in de branche als particulieren die op zoek zijn naar informatie rondom uitvaarten. Het platform behandelt thema’s zoals innovaties, persoonlijke verhalen en trends binnen de branche.
Het platform onderhoudt tevens samenwerkingen met organisaties binnen de uitvaartbranche gericht op het delen van vakinformatie en het vergroten van de informatietoegankelijkheid.

## Media-aandacht
Uitvaart-Platform.nl is genoemd in landelijke media, waaronder de Telegraaf, Trouw en NRC, in artikelen over trends binnen de branche. In 2023 lanceerde Uitvaart‑Platform.nl het digitale magazine Uitvaart‑Inside, waarbij de lancering werd aangekondigd door branchevakmedium UitvaartMedia.com. Daarnaast kondigde UitvaartMedia.com in 2025 de lancering aan van het vernieuwde platform van Uitvaart-Platform.nl.